# Dietersburg

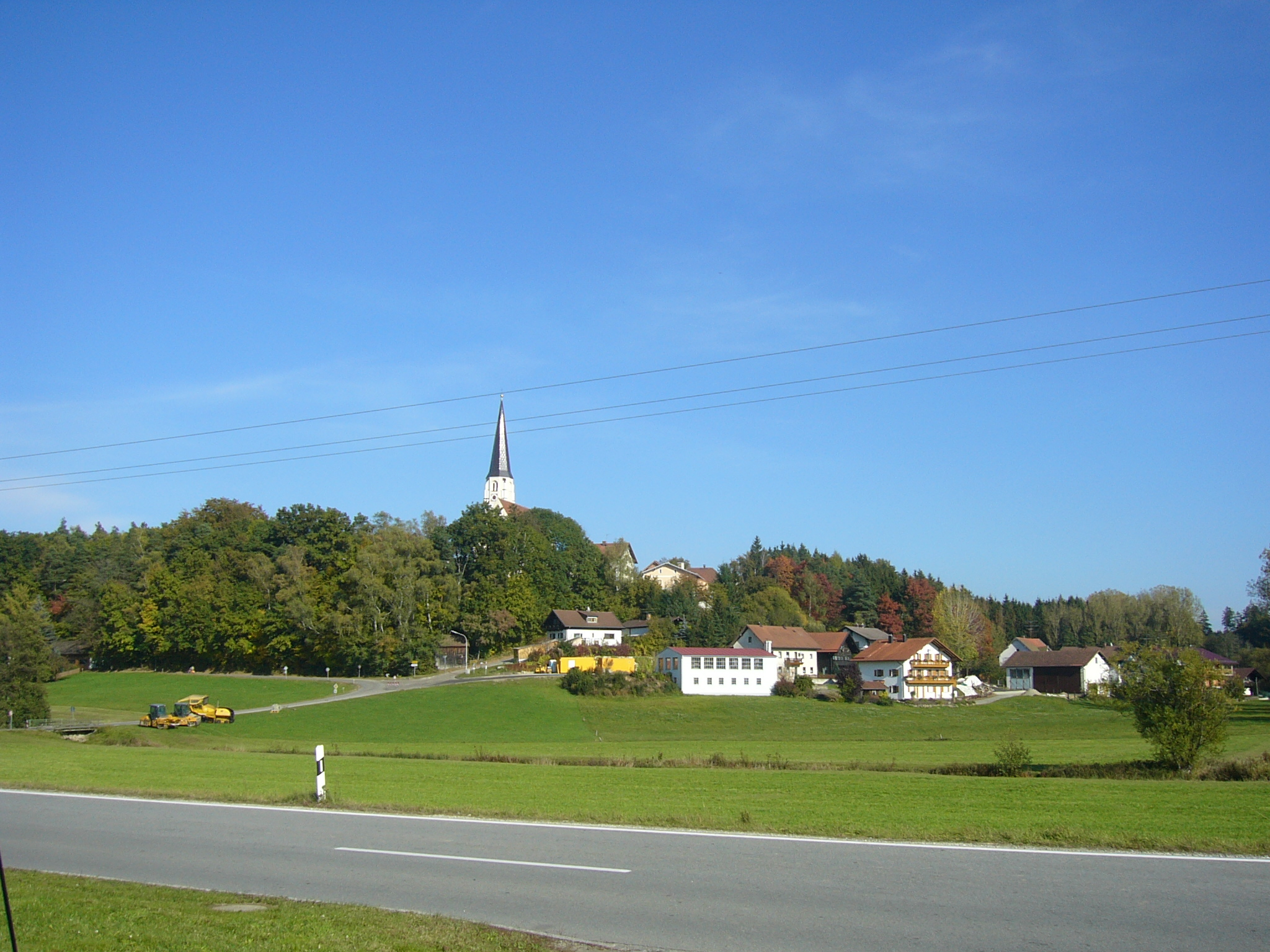
Ortsprospekt von der Staatsstraße 2608 (Westen) aus

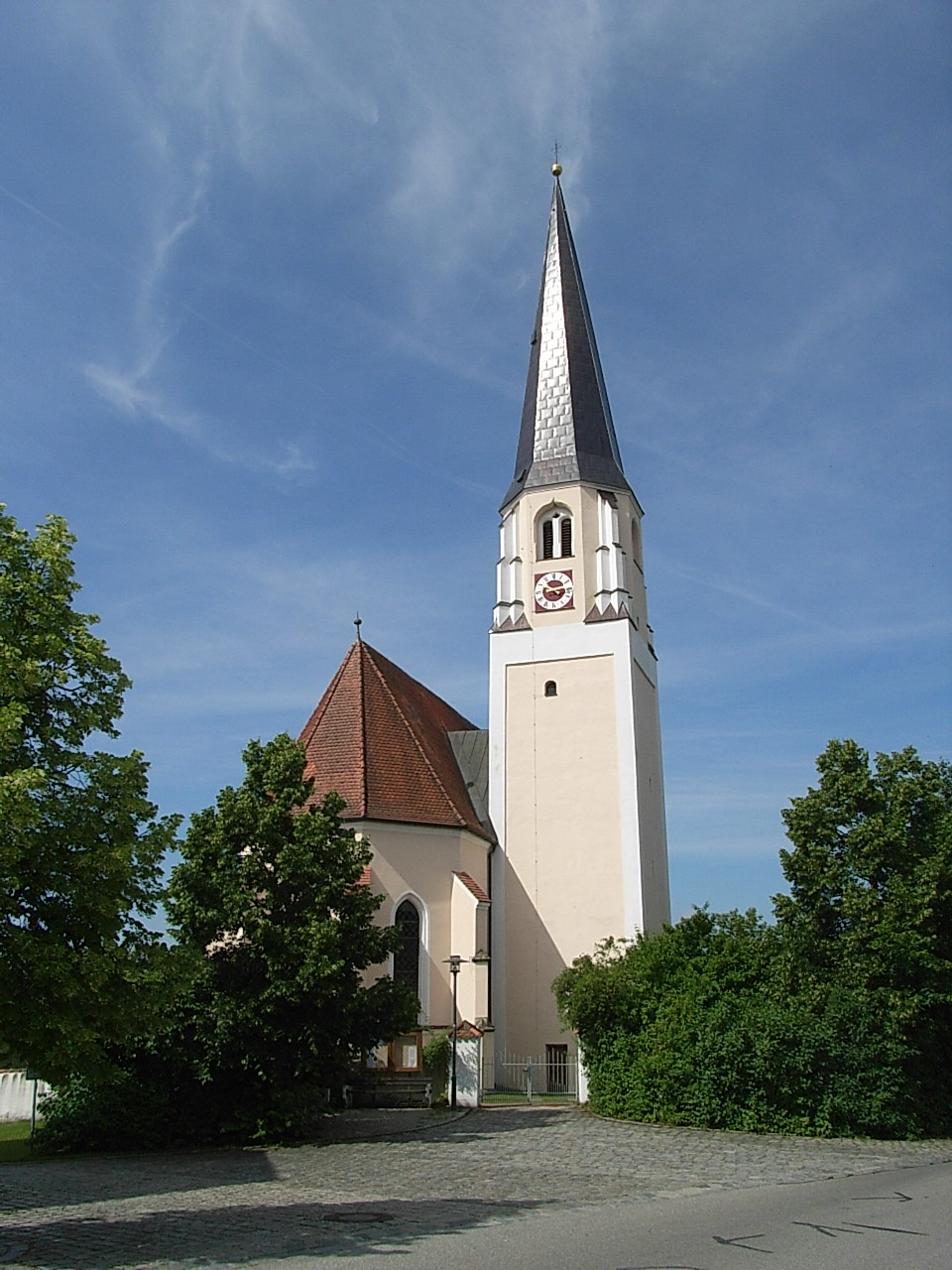
Die Pfarrkirche Maria Himmelfahrt

Dietersburg ist eine Gemeinde im niederbayerischen Landkreis Rottal-Inn.

## Geografie
Die Streusiedlungs-Gemeinde liegt in der Region Landshut etwa sieben Kilometer nördlich der Kreisstadt Pfarrkirchen, 28 Kilometer südwestlich von Vilshofen, 32 Kilometer südöstlich von Landau und 21 Kilometer von Eggenfelden entfernt.

### Gemeindegliederung
Es gibt 135 Gemeindeteile:
- Adlhaid
- Aichpoint
- Aist
- Altmannsberg
- Asperting
- Attenberg
- Attenberg bei Nöham
- Bachhub
- Baumgarten
- Berg
- Bergham
- Birnöd
- Brand
- Brandstetten
- Breitenbach
- Breitenöd
- Bruckbach
- Bruderöd
- Buch
- Büchl
- Danten
- Dellern
- Dietersburg
- Duröd
- Ebenhof
- Ed
- Ed am Wald
- Einpoint
- Eisenreut
- Eitting
- Eitzenham
- Ernstling
- Erperting
- Fletzl
- Florl
- Frauenöd
- Freilas
- Frieberting
- Furth
- Ganglöd
- Gfehret
- Graben
- Grub
- Gschaid
- Gstatt
- Gstockert
- Gunderding
- Gutmann
- Hafenöd
- Hagenöd
- Hahnenkamm
- Haidprechting
- Hamanöd
- Hartmannsöd
- Hasling
- Haunberg
- Hausrucking
- Heiß
- Hiening
- Hinterkauf
- Hofmannsöd
- Hofstetten
- Höhenberg
- Hohenöd
- Höllnöd
- Holzweber
- Hopper
- Hötzlsberg
- Kainz
- Kögl
- Kölberg
- Köpfsöd
- Kornöd
- Kronwinkl
- Laglöd
- Lechl
- Lindberg
- Lohmann
- Mais
- Manglham
- Mangst
- Matzing
- Matzöd
- Minihof
- Neusiedl
- Nöham
- Oberbreitenbach
- Oberbrennbach
- Oberhof
- Öling
- Peterskirchen
- Pfarrhof
- Plankenbach
- Plöderöd
- Pottenau
- Priel
- Rauchdobl
- Reisbach
- Riesberg
- Sankt Georgen
- Sattelberg
- Schachahof
- Schafweid
- Scheiben
- Scheiblöd
- Scheuereck
- Schlafen
- Schneeharding
- Schönhof
- Seiling
- Silching
- Sperr
- Stallhof
- Stelzenberg
- Stinglham
- Stinglwager
- Stocka
- Straß
- Straßdobl
- Sulzbach
- Thalöd
- Unöd
- Unterbrennbach
- Wald
- Waldhiebl
- Waldhörn
- Walln
- Weihersbach
- Weinberg
- Wimm
- Wimm bei Nöham
- Winkl
- Wurmsöd
- Zaun
- Zeil

Gemarkungen sind Baumgarten, Dietersburg und Nöham.

## Geschichte

### Bis zur Gemeindegründung
Dietrichspurch wurde um 1130 erstmals erwähnt und hieß später Jedersburg, ab 1886 endgültig Dietersburg. Es gehörte zum Rentamt Landshut und zum Landgericht Pfarrkirchen des Kurfürstentums Bayern.
Im Zuge der Verwaltungsreformen in Bayern entstand mit dem Gemeindeedikt von 1818 die heutige Gemeinde.

### 19. und 20. Jahrhundert
Die Pfarrei Dietersburg wurde 1829 errichtet. Am 4. April 1886 wurde der damalige Gemeindename Jedersburg amtlich in Dietersburg geändert.

### Gebietsreform der 1970er Jahre
Am 1. April 1971 wurde die Gemeinde Nöham eingegliedert. Am 1. Juli 1971 kam Baumgarten hinzu.
Im Jahr 1975 verfügte die bayerische Regierung entsprechend ihren Plänen zur Gebietsreform die Auflösung der Gemeinde Dietersburg und die Eingliederung der Gebietsteile in drei verschiedene Nachbargemeinden. Mit einem Normenkontrollantrag beim Bayerischen Verwaltungsgerichtshof konnte die Gemeinde dieses Vorhaben stoppen. Es wurde lediglich zum 1. Mai 1978 eine Verwaltungsgemeinschaft mit den Gemeinden Johanniskirchen und Egglham gebildet, die aber bereits zum 1. Januar 1980 wieder aufgelöst wurde.

### Einwohnerentwicklung
Zwischen 1988 und 2018 wuchs die Gemeinde von 2769 auf 3173 Einwohner bzw. um 14,6 %. Der Hauptort hatte im Jahr 1970 lediglich 242 Einwohner.
| Jahr      | 1880 | 1961 | 1970 | 1975 | 1987 | 1991 | 1995 | 2000 | 2005 | 2010 | 2015 | 2020 |
| --------- | ---- | ---- | ---- | ---- | ---- | ---- | ---- | ---- | ---- | ---- | ---- | ---- |
| Einwohner | 2455 | 2861 | 2811 | 2654 | 2749 | 2829 | 3001 | 3124 | 3192 | 3124 | 3128 | 3147 |

## Politik

### Bürgermeister
Ehrenamtlicher Erster Bürgermeister ist Stefan Hanner (CSU/Freie Wähler Baumgarten, Freie Wählergemeinschaft Dietersburg, Wählergruppe Nöham-Furth). Er ist seit 1. Mai 2014 im Amt. Bei der Bürgermeisterwahl 2020 wurde er im ersten Wahlgang bei einer Wahlbeteiligung von 62,3 % mit einem Stimmenanteil von 92,9 % wieder gewählt.

### Gemeinderat
Für den Gemeinderat verteilen sich die Sitze und Stimmenanteile folgendermaßen:
- FWG Dietersburg: 6 Sitze (34,80 %)
- CSU-FW Baumgarten: 5 Sitze (32,60 %)
- Wählergruppe Nöham-Furth: 5 Sitze (32,60 %)

### Wappen
| | Blasonierung: „In Blau über gesenktem silbernem Balken ein gestürzter goldener Sparren, daraus wachsend ein silberner heraldischer Lilienstängel.“ |
| Wappenbegründung: Der gestürzte Sparren ist das Wappenzeichen der Herren von Baumgarten, da Dietrich von Baumgarten als Bauherr der Dietrichsburg zählt. als Keimzelle des Gemeindehauptortes. Der silberne Balken ist vom Wappen der Grafen von Hals übernommen, der Lilienstängel als Mariensymbol erinnert an die Pfarrkirche Maria Himmelfahrt. Dieses Wappen wird seit 1975 geführt. | |

## Kultur und Sehenswürdigkeiten
- Die spätgotische Pfarrkirche Mariae Himmelfahrt besitzt einige bedeutende gotische Figuren, die sonstige Ausstattung ist vorwiegend barock.
- Schloss Baumgarten (Dietersburg)

## Wirtschaft und Infrastruktur

### Wirtschaft einschließlich Land- und Forstwirtschaft
Im Jahr 2020 gab es nach der amtlichen Statistik 455 sozialversicherungspflichtig Beschäftigte am Arbeitsort. Sozialversicherungspflichtig Beschäftigte am Wohnort gab es 1073. Im verarbeitenden Gewerbe gab es fünf, im Bauhauptgewerbe acht Betriebe. Zudem bestanden im Jahr 2016 97 landwirtschaftliche Betriebe mit einer landwirtschaftlich genutzten Fläche von 2540 ha, davon waren 1660 ha Ackerfläche und 863 ha Dauergrünfläche.

### Bildung
2021 gab es folgende Einrichtungen:
- drei Kindertageseinrichtungen: 152 Kindergartenplätze, 133 betreute Kinder
- eine Volksschule: fünf Lehrer, 97 Schüler

## Persönlichkeiten
- Max Bayrhammer (1867–1942), Schauspieler
- Joseph Bauer (1880–1954), Reichstagsabgeordneter aus Matzöd
- Eliot Muteba (* 2003), deutsch-angolanischer Fußballspieler